# 캔자스시티 로열스

캔자스시티 로열스(영어: Kansas City Royals)는 미국 미주리주 서부의 캔자스시티를 연고지로 하는 프로 야구 팀이다. 메이저리그 아메리칸 리그 중부 지구에 소속되어 있다. 구단주로는 데이비드 글래스가, 감독으로는 2008년까지 밀워키 브루어스를 이끌었던 네드 요스트 감독이 맡고 있으며, 단장으로는 데이빗 무어가 있다.
로열스 역사상 최초의 월드시리즈 우승으로 남아 있는 1985년에는 조지 브렛을 중심으로 한 타선을 바탕으로 토론토 블루 제이스를 물리치고 월드시리즈에 진출했으며, 미주리주 더비로 열린 월드시리즈에서 세인트루이스 카디널스를 4승 3패로 물리치고 우승했다. 1985년 월드시리즈 우승 이후 지구 우승은 고사하고 플레이오프 진출조차 하지 못하고 있다가 2014년 팀 특유의 발야구로 경기에서 좋은 흐름으로 와일드카드 결정전에 진출함으로써 29년 만에 포스트시즌에 참여하게 되었다. 와일드카드 결정전에서 오클랜드 애슬레틱스에 끝내기 승을 거두었다. 디비전 시리즈에서 ML 전체 승률 1위인 LA 에인절스를 3전 전승으로 꺾고 챔피언십 시리즈에 진출했고 볼티모어 오리올스에도 4전 전승으로 승리를 거두며 월드시리즈에 진출했다. 하지만 '짝수해 주기설'의 샌프란시스코 자이언츠에 3승 4패로 패하며 월드시리즈 우승은 다음을 기약하게 되었다. 2015년 월드시리즈에서 뉴욕 메츠에 4승 1패로 승리하며 30년 만에 우승을 차지했다.
영구 결번으로는 메이저 리그 전 구단 영구 결번인 재키 로빈슨의 42번을 제외하고 조지 브렛의 5번, 딕 하우저의 10번, 프랭크 화이트의 20번이 영구 결번으로 지정되어 있다.
연고지는 미주리주 캔자스시티지만, 바로 옆에 있는 캔자스주 캔자스시티에서도 구단 마케팅을 한다. 또한 같은 주에 연고지가 있는 세인트루이스 카디널스와는 리그가 달라서, 인터리그 때 라이벌전이 치러진다.
한편, 창단 때부터 플로리다주에서 스프링캠프를 치렀다가 2003년부터 애리조나주에서 스프링캠프를 치르고 있는데, 1969년부터 1987년까지 스프링캠프 장소로 활용한 테리 파크(포트 마이어스)는 2020년 KIA 타이거즈가 스프링캠프 장소로 사용했다.

## 역대 주요 선수

### 투수
- 미국 잭 그레인키
- 일본 노모 히데오
- 멕시코 호르헤 데라로사
- 도미니카 공화국 라몬 라미레스
- 미국 호라시오 라미레스
- 미국 매트 라이트
- 미국 앤서니 르루
- 미국 케니 레이
- 도미니카 공화국 호세 리마
- 미국 다니엘 리오스
- 도미니카 공화국 데니 바티스타
- 미국 브라이언 배스
- 미국 브라이언 벌링턴
- 도미니카 공화국 후안 세데뇨
- 멕시코 호아킴 소리아
- 미국 제이슨 스탠드리지
- 미국 앤드루 시스코
- 일본 야부타 야스히코
- 도미니카 공화국 루넬비스 에르난데스
- 미국 세스 에서턴
- 미국 웨스 오버뮬러
- 미국 레스 왈론드
- 미국 제이 위타식
- 미국 크리스 윌슨
- 미국 데이비드 콘
- 도미니카 공화국 로만 콜론
- 도미니카 공화국 조엘 페랄타
- 미국 J.P. 하웰
- 미국 필립 험버
- 도미니카 공화국 에딘슨 볼퀘즈 (현재)
- 쿠바 프랜시슬리 부에노 (현재)

### 포수
- 미국 채드 크루터
- 베네수엘라 살바도르 페레스 (현재)

### 내야수
- 미국 마크 그루질라넥
- 미국 랜디 바스
- 미국 대니 발렌시아
- 미국 빌리 버틀러
- 미국 크레이그 브라젤
- 미국 조지 브렛
- 미국 벤 조브리스트
- 베네수엘라 안드레스 블랑코
- 도미니카 공화국 야마이코 나바로
- 도미니카 공화국 네이피 페레즈
- 미국 캘빈 피커링
- 미국 조시 필즈
- 도미니카 공화국 에스테반 헤르만

### 외야수
- 도미니카 공화국 시저 게로미노
- 미국 커크 깁슨
- 미국 조니 데이먼
- 도미니카 공화국 멜키 메사
- 푸에르토리코 카를로스 벨트란
- 일본 아오키 노리치카
- 도미니카 공화국 멜키 카브레라
- 미국 브렌트 쿡슨
- 미국 킷 펠로
- 미국 스콧 포드세드닉
- 미국 제프 프랑코어
- 도미니카 공화국 펠릭스 호세
- 미국 라울 이바녜스 (현재)
- 미국 알렉스 고든

## 영구 결번
- #5 조지 브렛
- #10 딕 하우저
- #20 프랭크 화이트
- #42 재키 로빈슨